# Comarca di Alhama
Comarca di Alhama (in spagnolo: Comarca de Alhama) è una comarca della Spagna, situata nella provincia di Granada, in Andalusia.